# Auguste Dubail

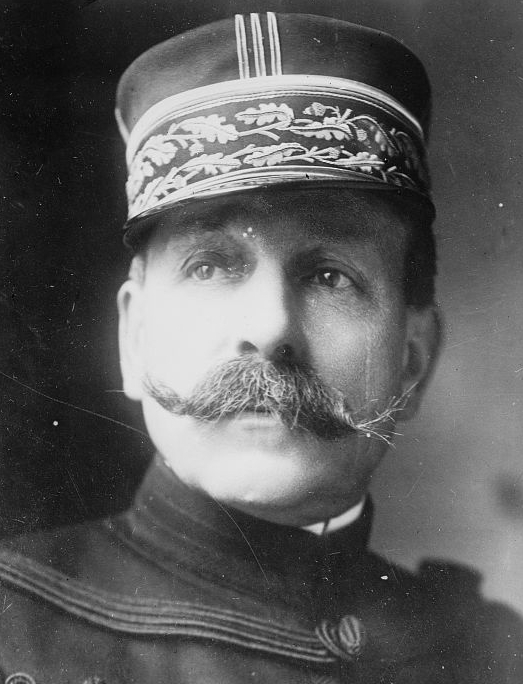
Auguste Dubail.

Auguste Yvon Edmond Dubail, född 15 april 1851, död 7 januari 1934, var en fransk militär.
Dubail blev officer vid infanteriet 1870 och deltog i 1870-71 års krig. Han blev överste och regementschef 1901, divisionsgeneral 1908 och chef för generalstaben 1911. Vid första världskrigets utbrott erhöll Dubail befälet över 1:a armén och bidrog med denna verksamt till försvaret av Le Grand Couronné du Nancy i augusti till september samma år. I januari 1915 blev han chef för östra armégruppen i Vogeserna och var 1916-18 guvernör i Paris. Dubail har utgett Quatre années de commandement 1914-1918 (3 band, 1920-21).